# Lappri eller Konsten att repa sig

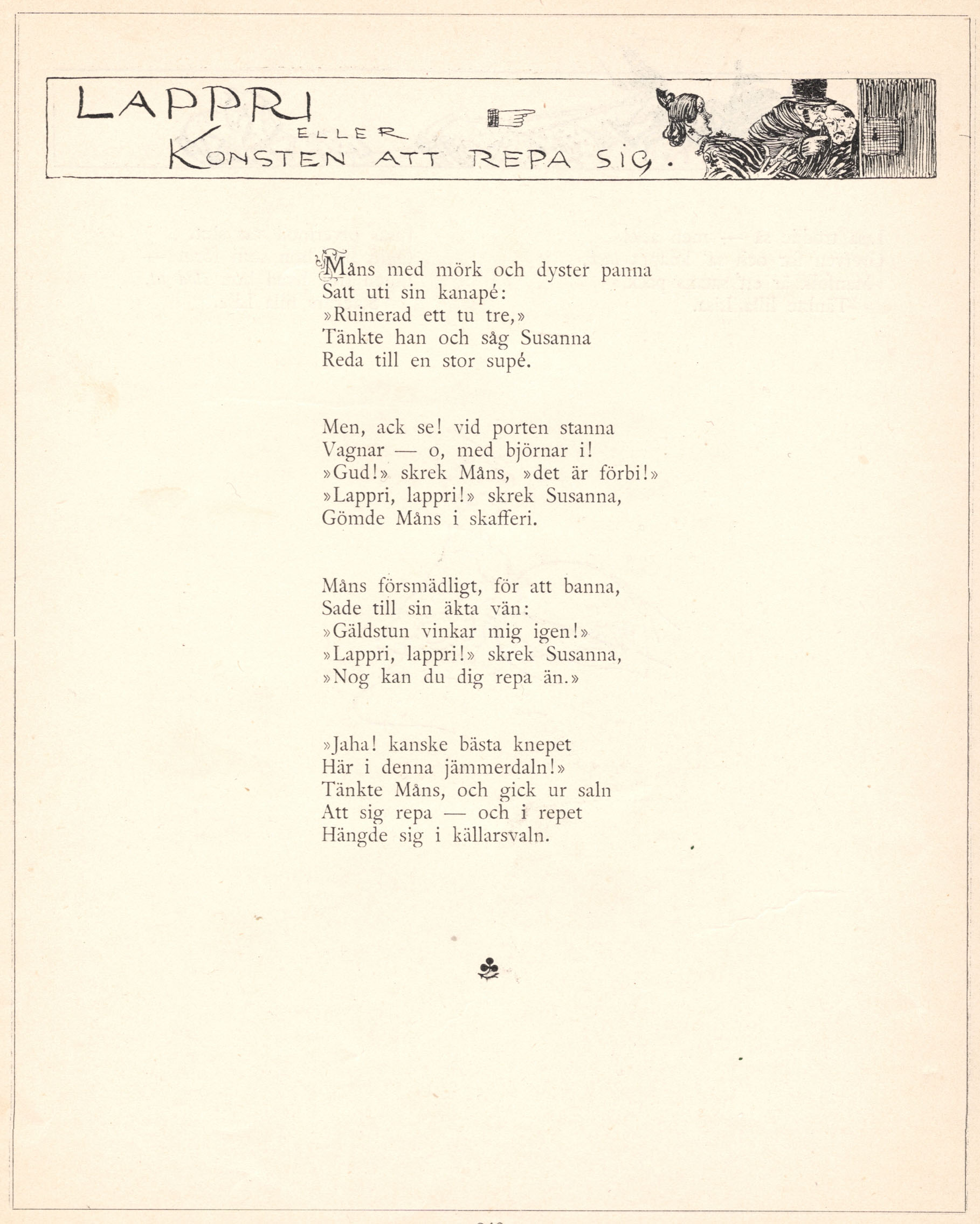
Elias Sehlstedts Lappri eller Konsten att repa sig ur Elias Sehlsteds Sånger och Visor 1892/93, samlade av Carl Snoilsky och illustrerad av Carl Larsson.

Lappri eller Konsten att repa sig är ett poem som användes ett flertal gånger av Elias Sehlstedt, sedan han 1832 hade skrivit poemet.
Den gavs ut i följande diktsamlingar:
- Norrlands-Blommor af --dt 1832
- Knäppar på lyran 1844
- Småplock på vers 1850
- Samlade Sånger och Visor af Sehlstedt del 1 1861

Det är det enda poemet som Carl Snoilsky valde från Norrlands-Blommor till Elias Sehlstedts Sånger och Visor.